# 칼 폰 린네
칼 폰 린네(스웨덴어: Carl von Linné 듣기 (도움말·정보), 1707년 5월 23일~1778년 1월 10일) 또는 카롤루스 린나이우스(라틴어: Carolus Linnæus)는 스웨덴의 식물학자로서 생물 분류학의 기초를 놓는 데 결정적인 기여를 하여 현대 ‘식물학의 시조’로 불린다. 귀족이 되기 전 이름은 ‘카를 린나이우스(Carl Linnæus)’이고, 스스로는 라틴어 이름인 ‘카롤루스 린나이우스(Carolus Linnæus)’를 썼다.
웁살라 근교, 로스폴트의 목사 집안에서 태어났다. 룬트 대학교에서 의학을 공부했으나, 신학교수이자 식물학자인 셀시우스의 소개로 웁살라 대학교의 식물학자인 루드베크의 조수가 되었다. 1735년, 네덜란드의 하르더르베이크 대학교에서 의학 학위를 땄다. 이 곳에서 식물의 관찰, 분류학상의 문제에 대한 연구에 종사하다가 1738년 귀국, 《자연의 체계》, 《식물의 종(種)》을 저술하고, 약 4,000종의 동물, 5,000종의 식물을 다루었다. 속명 다음에 종명 형용사를 붙여서 두 말로 된 학명을 만드는 이명법을 확립하였다. 그리고 변종에 대한 개념도 제시했다. 투르느폴 밑에서 일하던 바이언의 저작에서, 수술의 중요성을 알고, 수술의 수로 강을 나누고 암술의 수로 목을 나누는 암수술 체계를 만들었다. 《자연 분류법 단편》을 초하여 식물 분류에 통일성 있는 원리를 만들려 했으나 미완으로 끝났다. 이것은 베르나르 드 쥐시외와 그의 조카인 앙투안에 의해 계승되어 완성되었다.

## 생애

### 가족 관계
칼 폰 린네는 1707년 5월 23일에 스웨덴의 스텐브로훌트에서 태어났다. 그는 닐스 린네우스와 크리스티나 브로델소니아 사이에서 첫째 아들로 태어났는데, 그의 아버지는 자신의 혈통에서 처음으로 정립된 성씨를 사용한 사람이었다. 닐스 린네우스가 스웨덴에서 두 번째로 오래된 대학인 룬드 대학교에 입학하던 청년 시절, 그에게는 하나의 성이 필요했고, 닐스 린네우스는 자신의 스웨덴 농가에서 자라나던 라임 나무의 라틴어인 Linnaeus을 성으로 삼았다. 이후 린네가 태어났을 때, 그의 이름은 아버지의 성을 써서 칼 린네우스라고 지어졌다. 린네의 이 라틴어 이름 Linnaeus는 ae 합자로 쓰였는데, 인쇄물이나 손 글씨로도 항상 자신의 이름을 ae 합자로 서명했다.
린네의 아버지 닐스 린네우스는 아마추어 식물학자였고, 루터교의 성직자였으며 마을의 부목사였다. 린네의 어머니 크리스티나 브로델소니아는 스텐브로훌트의 교구 목사 사무엘 브로델소니우스의 딸이었는데, 그녀는 이후 세 명의 딸과 아들 한 명을 더 낳았다. 아들은 사무엘로, 아버지의 뒤를 이어 스텐브로훌트의 교구 목사가 되었다. 그는 양봉에 대한 저서 또한 썼다. 칼 린네가 태어난 다음 해에는 그의 할아버지인 사무엘 브로델소니우스가 죽고, 그의 아버지 닐스 린네우스가 그곳의 교구목사가 되었다.

### 유년 시절
칼폰 린네는 어릴 때부터 식물, 특히 꽃을 좋아하는 모습을 보였다. 닐스 린네우스는 자신의 아들인 린네와 함께 정원에서 많은 시간을 보냈는데, 꽃을 좋아하는 자신의 아들에게 꽃을 자주 보여주며 꽃들의 이름을 알려주었다. 덕분에 린네는 식물에 대한 열정과 관심을 어렸을 때부터 자연스럽게 키울 수 있게 되었다.
칼 린네의 아버지는 린네가 어렸을 때부터 그에게 라틴어, 종교, 지질학 등을 가르쳤다. 칼 린네가 7살이었을 때, 닐스 린네우스는 선생 한 명을 고용하기로 결정했다. 칼 린네의 부모는 그 지역의 자작농의 아들이었던 요한 텔란더에게 린네의 교육을 맡기기로 했다. 안타깝게도 칼 린네는 그를 좋아하지 않았고, 훗날 린네의 자서전에는 요한 텔란더가 ‘아이의 재능을 발전시킨 것이 아니라 사라지게 했다’라고 기록되어 있다. 요한 텔란더는 린네를 2년 정도 가르쳤는데, 이후 그는 벡셰에 있는 초급 그래머 스쿨(Lower Grammer School) (1717)에 보내졌다. 당시 린네는 공부보다는 식물에 더 큰 관심이 있었기에, 학교에서 공부하는 학생이라기보다는 주로 시골로 식물을 보러 다니는 학생으로서의 생활을 했다. 15세에 최고학년이 된 린네는 교장 선생님이었던 다니엘 란네루스에게 지도받았다. 식물학에 관심이 있었던 교장 다니엘 란네루스는 린네의 식물학에 대한 관심을 알아차리고 린네에게 그의 정원을 관리하게 했다. 또, 그는 린네에게 스몰란드의 주 의사이자 벡셰 김나지움에서 선생님을 하는 요한 로스만을 소개해주었다. 칼 린네의 식물학에 대한 관심은 식물학자였던 요한 로스만에 의해 크게 키워졌다. 로스만은 린네에게 그중에서도 특히 유성 생식을 중점적으로 가르쳤다. 그리고 또 린네가 약학에 관심을 가질 수 있도록 많은 도움을 주었다.
1724년에 벡셰 김나지움에 입학한 린네는 그리스어, 히브리어, 신학, 그리고 수학을 본격적으로 배워나갔다. 이 커리큘럼은 성직자가 되기 위해 준비하고자 하는 아이들을 위해 체계화 된 것이었다. 김나지움에서의 마지막 해에, 칼 린네의 아버지 닐스 린네우스는 그의 아들이 어떻게 공부하고 있는지를 살피고, 선생님들을 만나기 위해 학교를 방문했다. 당황스럽게도 닐스 린네우스는 대부분의 선생님들에게서 칼 린네가 절대 장학생이 될 수 없다는 이야기를 들었다. 하지만 요한 로스만은 다른 선생들과는 생각이 달랐다. 칼 린네에게 약학에 큰 재능이 있다고 생각한 요한 로스만은 닐스 린네우스에게 린네를 로스만의 가족과 함께 살게 하면서 생리학과 식물학을 배우게 할 것을 제안했다. 그리고 닐스 린네우스는 이 제안을 받아들였다.

### 대학

#### 룬드 대학교

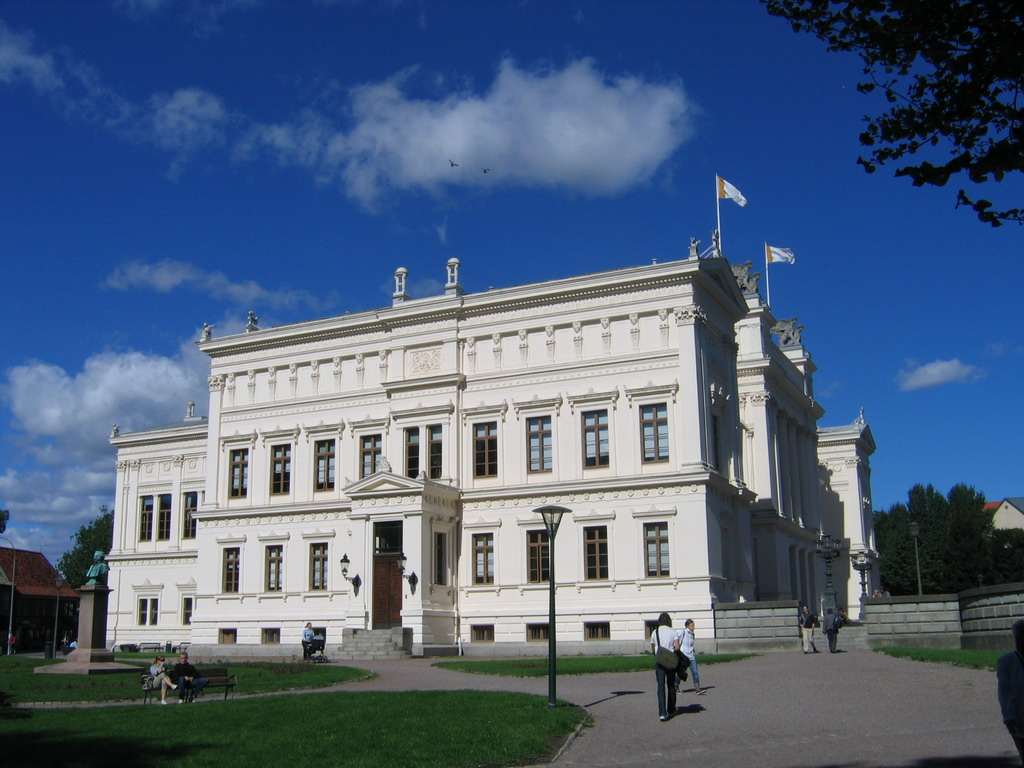
룬드 대학교 본관

요한 로스만은 린네에게 식물학이 진지한 학문이라는 것을 느끼게 해줬다. 먼저 그는 린네에게 투르네포르의 시스템에 의해 식물을 분류하는 법을 가르쳤고, 이후에는 세바스챤 바일란트가 린네에게 식물의 성(性)에 대해 가르쳤다. 1727년에 21세의 청년이 된 칼 린네는 스코네에 있는 룬드 대학교에 입학하게 된다. 그는 대학에 입학할 때, 자신의 이름을 라틴어 버전인 Carolus Linnaeus로 등록하였고, 이 이름은 훗날 린네의 저서의 라틴어 출판본에 쓰이기도 했다. 대학에서 만난 교수 킬리안 스토바에우스는 자연 과학자이자 의사이고, 역사학자였던 그는 린네에게 많은 도움을 주었다. 그는 린네에게 교습과 숙박을 제공했고, 식물학에 대한 많은 책이 있는 그의 도서관을 사용하는 것 또한 허락해 주었다. 또 그는 린네에게 강의의 무료입장권도 주었는데, 이러한 많은 도움 아래에서 대학 생활을 한 칼 린네는 같은 취미를 가진 학생들과 함께 스코네의 식물군에 대한 탐구를 계속해 나갔다.

#### 웁살라 대학교

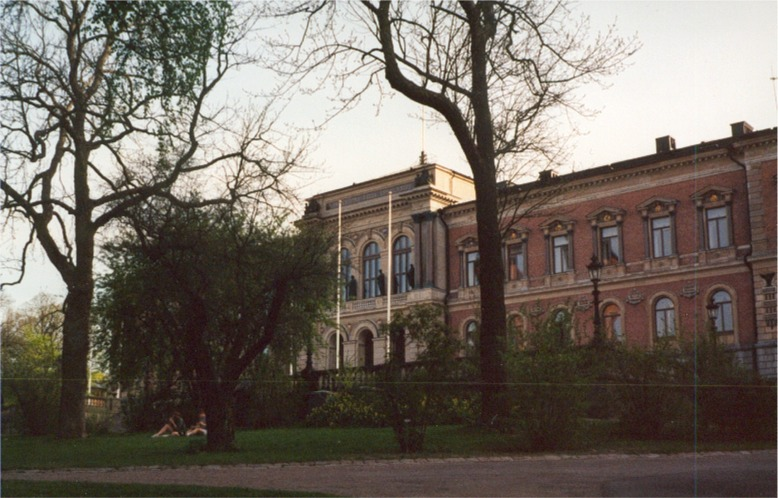
웁살라 대학교 본관

1728년 8월, 린네는 그가 약학과 식물학을 모두 공부하는 것을 제안했던 요한 로스만의 조언에 따라 웁살라 대학교에 진학했다. 웁살라 대학에는 식물원이 있었는데, 린네는 곧 거기에 매료되었다. 웁살라 대학의 식물학, 동물학, 약리학과 해부학 강의는 그리 좋은 수준이 아니었지만, 린네는 그곳에서 올로프 셀시우스라는 새로운 후원자를 만나게 된다. 셀시우스는 신학 교수이자 아마추어 식물학자였다. 그는 린네를 그의 집에 받아들여주었고, 덕분에 린네는 당시 스웨덴에서 제일가는 식물학 도서관이었던 셀시우스의 도서관을 사용할 수 있게 되었다.
1729년에 칼 린네는 Praeludia Sponsaliorum Plantarum이라는 식물의 성(性)에 대한 논문을 썼다. 이 논문은 교수 루드베크의 관심을 끌었고, 그는 2학년 밖에 안 된 린네에게 대학의 강의를 맡겼다. 린네의 강의는 인기가 있어 300여명의 학생들을 대상으로 강의를 하곤 했다. 같은 해 6월에 린네는 루드베크의 24명의 아이들 중 3명의 교사를 맡기 위해 셀시우스의 집에서 루드베크의 집으로 이사했다. 하지만 이후에도 올로프 셀시우스와 린네의 우정은 변하지 않았고, 서로의 식물학적 탐구를 계속해서 지지했다. 그 해 겨울, 투르네포르의 분류 시스템을 의심하기 시작한 린네는, 자신의 새로운 분류 체계를 만들기로 결심했다. 그는 수술과 암술의 숫자를 기준으로 식물들을 분류할 계획을 세웠다. 그는 꽃의 해부학을 담은 Adonis Uplandicus라는 식물에 대한 책을 쓰기도 했다.
1731년 3월, 루드베크의 전 조수인 닐스 로젠이 약학 학위를 가지고 대학으로 돌아오게 되었다. 그는 해부학 강의를 하기 시작했고 린네의 식물학 강의를 빼앗으려 했지만, 루드베크가 이를 막았다. 같은 해 크리스마스에 린네는 3년 만에 집으로 돌아와 그의 부모님과 만났다. 린네의 어머니는 그가 성직자가 되지 않은 것에 대해 잔소리했지만, 그가 대학에서 강의를 한다는 사실을 알고는 그를 격려했다.

### 초기 원정

#### 라플란드
린네는 부모님의 집을 방문했을 때, 라플란드로 여행하려는 자신의 계획을 말씀드렸다. 린네보다 앞서 루드베크가 1695년에 같은 여행을 했었는데, 그 당시 탐사에 대한 자세한 기록은 불에 타 없어져버린 상태였다. 린네는 여행을 통해 새로운 식물, 동물, 그리고 가능하다면 값비싼 광물을 찾기를 원했다. 또한 그는 원주민인 사미인의 관습에 대해 궁금해 했다. 사미인은 스칸디나비아의 넓은 툰드라를 방황하는 순록을 목축하는 유목민들이다. 1732년 4월, 린네는 웁살라의 왕립 과학회에서 그의 여행을 승인받았다.
린네는 5월에 여행을 시작했다. 그는 그의 저널을 가지고 걷거나 말을 타고 이동했는데, 가끔씩 그는 길에서 꽃이나 돌을 관찰했고, 그 중에서도 특히 이끼와 지의류에 큰 관심을 보였다. 지의류는 라플란드에 서식하는 순록의 주요 식단이다. 린네는 보트니아만의 해안을 시계방향으로 여행하며 우메오, 룰레오, 토르니오에서 주요한 내륙 관찰을 했다. 그는 10월에 2000km 정도 되었던 원정에서 돌아왔다. 그는 많은 식물, 조류와 돌 등을 모으고 관찰했다. 라플란드는 비교적 제한적인 종을 가진 지역이었음에도 불구하고, 린네는 그 곳에서 약 100여 종의 알려지지 않은 식물을 발견했다. 이것은 그의 책 《라포니카 식물상》(Flora Lapponica)의 기초가 되었다. 식물학계에서는 그의 저서에 대한 칭찬을 아끼지 않았다. 린네가 포유류의 분류에 대해 통찰력을 얻은 것도 이 여행 도중이었다. 여행 중 길에 서 있던 말의 아래 턱 뼈를 살피던 중 린네는 “내가 모든 동물의 치아의 종류와 개수, 유두의 개수와 위치를 알면 나는 아마 완벽하게 자연스러운 네 발 짐승의 분류를 할 수 있을 것이다”라고 했다.

#### 달라나
1733년에는 웁살라 대학에서 광물학 강의를 했다. 1734년, 린네는 몇 명의 학생들과 함께 광산지역인 달라나 원정을 갔다. 이 원정은 달라나 정부에 의해 후원받았고, 기존의 자연물을 분류하고 새로운 것을 발견하는 것, 그리고 로로스의 노르웨이 광산업에 대한 지식을 얻는 것이 목적이었다.

### 유럽에서의 린네

#### 박사학위
린네가 웁살라에 돌아갔을 때, 그와 닐스 로젠의 관계는 더욱 악화되었고, 그로 인해 그는 팔룬에서 자신의 가족과 함께 크리스마스 휴가를 보내자는 클래스 쇼흘버그이라는 학생의 제안을 받아들였다. 광산 검열관이었던 쇼흘버그의 아버지는 린네가 팔룬 근처의 광산을 방문할 수 있게 해주었다. 클래스 쇼흘버그의 아버지는 린네에게 쇼흘버그를 네덜란드로 데려가 그를 가르칠 것을 제안했다. 당시 네덜란드는 자연사를 공부하기에 제일 좋은 장소 중 하나였으며 스웨덴 인들이 박사 학위를 따기 위해 주로 가는 곳이었다. 린네는 평소에 이에 관심이 있었기 때문에, 쇼흘버그 아버지의 그 제안을 받아들였다.
1735년 4월, 린네와 쇼흘버그는 네덜란드를 향해 출발했다. 린네는 하르더르웨이크 대학교에서 약학 박사 과정을 밟기로 되어 있었다. 네덜란드로 가던 길에 그들은 함부르크에 들러 시장을 만났는데, 시장은 그들에게 머리가 7개인 히드라의 유해의 박제를 자랑스럽게 보여주었다. 하지만 린네는 그것이 가짜라는 것을 금방 알아차렸다. 그 박제에는 족제비의 발톱이 달린 발, 그리고 뱀의 피부가 붙어있었다. 린네는 자신의 관찰 결과를 공표했고, 그 히드라를 비싼 가격으로 팔려던 시장의 계획은 망쳐졌다. 이 때문에 시장의 분노를 살 위기에 놓인 린네와 쇼흘버그는 함부르크를 재빨리 떠나야만 했다.
린네가 하르더르웨이크에 도착했을 때, 그는 바로 학위를 따기 위한 연구를 시작했다. 당시 하르더르웨이크는 1주만에도 ‘인스턴트' 학위를 주는 곳으로 알려져 있었다. 제일 먼저 그는 스웨덴어로 작성한 말라리아의 원인에 대한 논문을 제출했고, 대중 토론에서 자신의 논문 내용에 오류가 없음을 보였다. 다음 단계는 구두 심사를 받고 환자를 진찰하는 것이었다. 2주도 되지 않아 린네는 학위를 받았고, 28세의 나이에 의사가 되었다. 같은 해 여름에 린네는 웁살라에서 사귄 친구인 피터 아테디를 만났는데, 웁살라를 떠나기 전 그들은 한 명이 먼저 죽는다면 다른 한 명이 죽은 사람의 일을 끝내야 한다는 약속을 했다. 그리고 10주 후에 아테디는 암스테르담의 운하 중 하나에서 익사했고, 어류의 분류에 대한 그의 미완성 원고는 린네에게 남겨졌다.

#### 동료들
린네는 헤르만 부르하베라는 네덜란드에서 가장 저명한 물리의사이자 식물학자를 만나게 되었다. 부르하베는 린네에게 남아프리카와 아메리카로 여행할 기회를 주었지만 린네는 자신이 그곳의 더위를 이기지 못할 것이라는 이유로 거절했다. 이후 부르하베는 린네에게 그가 요하네스 버만이라는 식물학자를 만나야 할 것을 제안했는데, 린네를 만나고 그의 지식에 적잖은 충격을 받은 버만은 겨울 동안 린네와 함께 지내며 서로의 연구를 도왔다.
요하네스 버만과 함께 지내던 동안, 린네는 네덜란드 동인도 회사의 이사이자 하테캠프에 있는 큰 식물 정원의 주인인 조지 클리포드 3세를 만났다. 클리포드는 린네의 식물 분류 능력에 크게 감명을 받았고, 그를 자신의 의사이자 정원의 관리자로 초청했다. 린네는 버만과 겨울 동안 함께 있기로 했기 때문에 이 제안을 바로 받아들일 수가 없었다. 하지만 클리포드는 버만에게 한스 슬론 경의 《Natural History of Jamaica》라는 귀한 책을 주면서 린네를 보내줄 것을 설득했고, 결국 요하네스 버만은 린네가 조지 클리포드에게 가는 것을 받아들였다. 1735년 9월 24일, 린네는 하테캠프의 식물 관리자이자 주치의가 되었고, 그가 원하는 어떤 책이나 식물도 살 수 있게 되었다.
1736년 7월, 린네는 조지 클리포드의 자금으로 영국으로 여행을 갔다. 그는 첼시 피직 가든과 그 관리자인 필립 밀러를 보기 위해 런던으로 갔는데, 그곳에서 린네는 밀러에게 《Systema Naturae》에 있는 자신의 새로운 식물 세부분류법을 가르쳤다. 필립 밀러는 이에 큰 감명을 받았고, 그 때부터 린네의 시스템에 따라서 자신의 정원을 정립하기 시작했다. 린네는 식물학자인 요한 제이콥 딜레니우스를 만나기 위해 옥스퍼드 대학에도 갔다. 하지만 린네는 딜레니우스에게 자신의 시스템을 공용으로써 받아들이게 하는데 실패했다. 영국 여행을 끝마친 린네는 많은 희귀 식물종들을 가지고 하테캠프로 돌아왔다. 다음 해, 그는 《Genara Plantarum》을 출판했다. 이 책에서 그는 935 속의 식물을 묘사했고, 얼마 되지 않아 《Corollarium Generum Plantarum》이라는 책으로 60가지 추가 속을 보충했다.
린네가 하테캠프에서 이룬 업적은 그곳의 식물들의 분류를 담은 새로운 책인 《Hortus Cliffortianus》를 출판하도록 했다. 그는 이 책을 9개월 만인 1737년 7월에 완성했지만, 1738년까지 출판되지는 않았다. 이 책은 낭상엽 식물의 속인 네펜데스라는 이름을 처음으로 쓴 책이다.

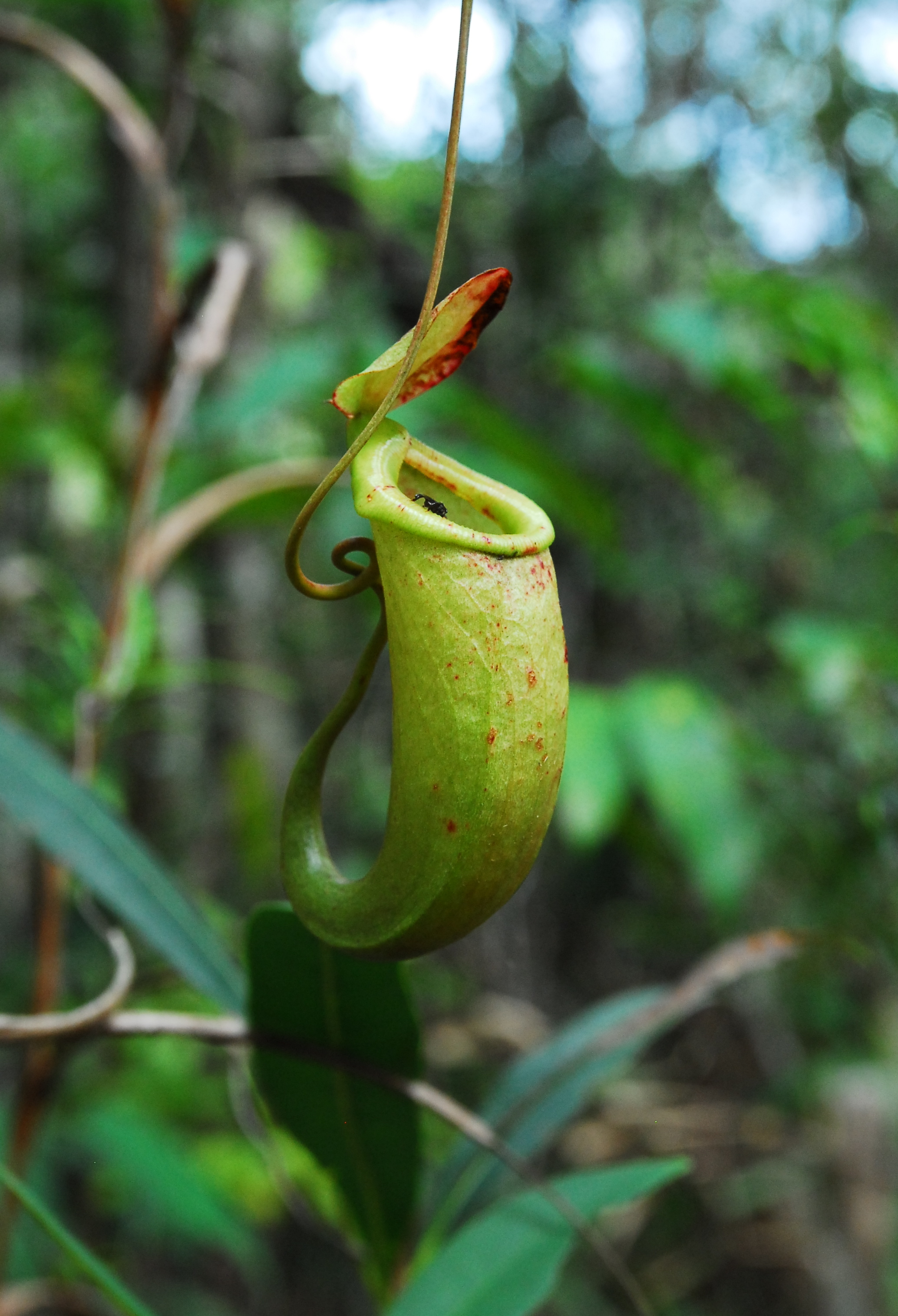
Nepenthes bellii

린네는 1737년 10월 18일까지 하테캠프에서 클리포드와 함께 있었는데, 이후에 그는 그 곳을 떠나 다시 스웨덴으로 돌아갔다. 자신의 병과 네덜란드 친구들의 친절은 그를 네덜란드에 몇 달 더 머물게 했지만, 1738년 5월에 그는 다시금 스웨덴으로 향했다. 가는 길에 그는 1달 정도 파리에 머물렀고, 안토니 쥐시외 등의 식물학자를 만났다. 그는 돌아온 뒤 다시는 스웨덴을 떠나지 않았다.

### 다시 스웨덴으로
린네가 1738년 6월 28일 스웨덴으로 돌아왔을 때, 그는 팔룬으로 가서 사라 엘리자베스 모라에아와 약혼했다. 린네는 그의 후원자가 되어준 카를 구스타프 테신 백작과 만났는데, 백작은 해군 본부에서 린네가 의사직을 맡을 수 있도록 도왔다. 이에 그치지 않고 스톡홀름에 있는 동안 린네는 스웨덴 왕립 과학 한림원을 창설하도록 도왔고, 제비뽑기를 통해 첫 번째 대표가 되었다.
그의 경제 사정이 한 가정을 지탱할 수 있게 되었기 때문에, 그는 약혼녀와 결혼을 할 수 있게 되었다. 린네의 결혼은 1739년 6월 26일에 이루어졌다. 7년 후에 사라 모라에아는 첫 아들인 칼을 낳았고, 그로부터 2년 후에 엘리자베스 크리스티나라는 딸을, 그 다음 해에는 사라 마그달레나라는 딸을 낳았다. 안타깝게도 사라 마그달레나는 생후 15일 만에 죽었다. 린네는 이후 로비사, 사라 크리스티나, 요하네스와 소피아라는 네 명의 아이를 더 갖게 된다.
1741년 5월, 린네는 웁살라 대학의 약학 교수가 되었다. 그는 처음으로 약과 관련된 문제에 대한 책임을 가지게 되었다. 그는 곧 다른 약학교수와 자리를 바꿔 식물학과 자연사, 식물학 정원을 대신 맡게 되었다. 그는 정원을 철저하게 재건하고 확장했다. 이렇게 웁살라에서 자리를 잡게 된 린네는, 같은 해 10월에 그의 아내와 9살 된 아들과 함께 웁살라에서 살게 되었다.

### 후기 원정

#### 욀란드와고틀란드
린네는 교수가 되고 얼마 지나지 않아, 약으로 쓸 수 있는 식물을 찾기 위해 욀란드와 고틀란드에 갔다. 먼저 욀란드로 가서 6월 21일까지 머물렀고, 이후 고틀란드에 1달쯤 머물다가 웁살라로 돌아왔다. 이 원정을 통해 린네와 그의 학생들은 약 100여종의 기록되지 않은 식물을 찾았다. 이 원정에서 관찰된 것은 훗날 Olandskaoch Gothlandska Resa에 출판되었다. 라포니카 식물상과 같이, 이 책은 동물학적, 식물학적 관찰을 모두 담고 있었고, 욀란드와 고틀란드의 문화에 대한 관찰도 담고 있었다. 1745년 여름, 린네는 《Flora Suecica》와 《Fauna Suecica》라는 두 책을 더 집필했다. 《Flora Suecica》는 식물학 책이었고, 《Fauna Suecica》는 동물학에 관한 책이었다.
안데르스 셀시우스는 1742년에 그의 이름을 딴 온도 스케일을 만들었다. 초기 셀시우스의 스케일은 현대와 반대로, 끓는점을 0도로, 어는점을 100도로 설정하였다. 1745년, 린네는 이 스케일을 돌려서 지금 쓰는 표준 스케일로 만들었다.

#### 바스터고틀랜드
1746년 여름, 린네는 정부에 의해 스웨덴의 바스터고틀랜드로 다시 원정을 나가게 되었다. 그는 6월 12일에 웁살라를 떠나 8월 11일에 돌아왔다. 린네는 이전 원정에서 함께 했던 에릭 구스타프 리드벡이라는 학생과 함께 스웨덴에 갔다. 다음 해 그는 이 원정에서 발견한 새로운 것들을 담아 Wastgota-Resa라는 책을 출판했다. 린네가 여행에서 돌아오자 정부는 린네에게 최남단인 스카니아로 다시 원정을 떠날 것을 제안했지만, 그가 너무 바빴기 때문에 이 일정은 연기되었다.
1747년, 린네는 스웨덴의 왕 아돌프 프레드릭으로부터 최고 의사를 나타내는 “Archiater”라는 작위를 받았다. 뿐만 아니라 같은 해에 그는 베를린 과학 아카데미의 회원으로 선출되었다.

#### 스카니아
1749년 봄, 린네는 드디어 스카니아로 원정을 갔다. 그는 올로프 소더버그라는 학생과 원정을 함께 했고, 스카니아로 가는 길에 스텐브로훌트에 있는 남매들을 마지막으로 방문했다. 이 원정은 이전의 원정과 비슷했지만, 이번에는 추가로 호두나무와 스웨덴산 마가목류를 기르기에 가장 적합한 장소를 찾아야 했다. 이 나무들은 군대에서 라이플을 만드는데 사용되었다. 원정은 성공적이었고, 린네의 관찰 결과는 다음해에 출판되었다.

### 교육자로서의 린네
1750년, 린네는 웁살라 대학교의 총장이 되었다. 아마 그가 웁살라에 있는 시간 동안 가장 크게 기여한 것은 학생들을 가르치는 일이었을 것이다. 린네의 많은 학생들은 세계의 다양한 곳으로 원정을 다니며 식물 샘플들을 수집했다. 린네는 이 학생들 중 우수한 학생들을 그의 Apostle, 즉 사도라고 불렀다. 그의 강의는 대부분의 경우에 크게 인기가 있었고, 식물 정원에서 진행되었다. 린네는 학생들에게 자기 스스로 생각하라는 것과 다른 사람을 신봉하지 말라는 것을 많이 가르쳤다. 린네의 강의보다 더 인기가 있는 것은 여름 매주 토요일 이루어지는 식물학 교외활동이었다. 린네와 그의 학생들은 식물과 동물을 웁살라 근교에서 관찰했다.

### 제자들
린네가 웁살라 대학교의 교수이자 총장으로 있었을 당시, 그를 따르던 수많은 학생들이 있었는데, 그는 그들 중 특별한 17명을 뽑아 "Apostles"라고 칭했다. 그들은 가장 유망하고 열성적인 학생들이었는데, 그들 모두는 린네의 도움을 받아 세계 곳곳으로 식물학 탐사를 다녔다. 그는 자신의 총장으로서의 영향력을 사용하여 제자들의 원정에 장학금과 기회를 제공하기도 했다. 대부분의 제자들에게 그는 여정에서 무엇을 찾아보아야 할지 설명을 제시했다. 제자들은 린네의 분류체계에 따라 새로운 식물, 동물 그리고 광물들을, 곳곳에서 모으고 정리했다. 원정이 끝나면 그들은 수집물들을 린네에게 제공하였다. 린네가 전 세계를 돌아다닌 것이 아님에도 불구하고, 이 학생들의 원정 덕분에 범세계적인 린네의 분류법을 만들 수가 있었다. 영국인 식물학자 윌리엄 스턴은, 제자들의 공로가 없었다면 린네의 새로운 분류 체계가 만들어질 수 없었을 것이라고 지적한다. 많은 제자들은 원정을 하는 과정 중에 생을 마감했다.
첫 번째 제자 크리스토퍼 탄스트롬은 아내와 자식들을 둔 43세의 사제로서 1746년에 그의 원정을 시작했다. 탄스트롬은 목적지에 도착하지 못하고, 같은 해에 열대 지방의 풍토병에 걸려 콘손 섬에서 사망하였다. 탄스트롬의 부인은 린네에게 자신의 남편을 사지로 몰아넣은 것에 대해 강하게 항의했는데, 이는 훗날 린네로 하여금 젊고, 미혼인 제자들을 식물학 원정에 보내기를 선호하게 했다. 훗날 피터 포스칼와 페르 로플링을 포함하여 6명의 제자가 추가로 원정에서 목숨을 잃었다.
탄스트롬이 원정을 다녀오고 2년이 지난 뒤, 핀란드 출신의 페르 캄이 두 번째로 북미에 원정을 가게 되었다. 그는 북미에서 2년 6개월을 지내면서 그곳의 식물과 동물에 대한 연구를 계속해나갔다. 린네는 캄이 많은 꽃과 씨앗들을 가지고 돌아와 아주 기뻐했다. Species Plantarum에 소개되어 있는 700여종 중 90종은 캄이 원정에서 가져온 것이다.
다니엘 솔란더와 요셉 뱅크스는 제임스 쿡과 함께 호주 원정을 떠났다. 다니엘 솔란더는 자신이 웁살라의 학생으로 있었을 때 린네의 집에서 살았었다. 린네는 그에게 자신의 장녀와의 결혼을 약속할 만큼 그에게 애정이 있었다. 또 린네의 추천으로 솔란더는 1760년에 영국으로 원정을 떠났는데, 그곳에서 그는 영국인 식물학자 요셉 뱅크스를 만났다. 이후 뱅크스와 솔란더는 제임스 쿡의 원정에 합류하여 1768-71년에 오세아니아에 다녀왔다. 솔란더 이외에도 제임스 쿡과 함께 원정을 다녀온 제자는 이후에도 더 있었다.
아마도 가장 유명하고 성공적이었던 제자는 1770년부터 9년간의 원정을 다녀온 카를 피터 툰베리일 것이다. 그는 남아프리카에서 3년간 지낸 뒤, 일본으로 건너갔다. 일본 내의 모든 외국인들은 데지마 섬에서 지내야만 했는데, 이 때문에 툰베리는 식물군에 대한 연구를 하는 데에 어려움을 겪었다. 그러나 그는 통역가들을 설득함으로써 다양한 식물들을 구할 수 있었고 그 자신도 델리마의 정원에서 식물들을 찾아낼 수 있었다. 그는 린네가 죽은 다음 해인 1779년에 스웨덴으로 돌아갔다.

### 일생의 마지막 무렵

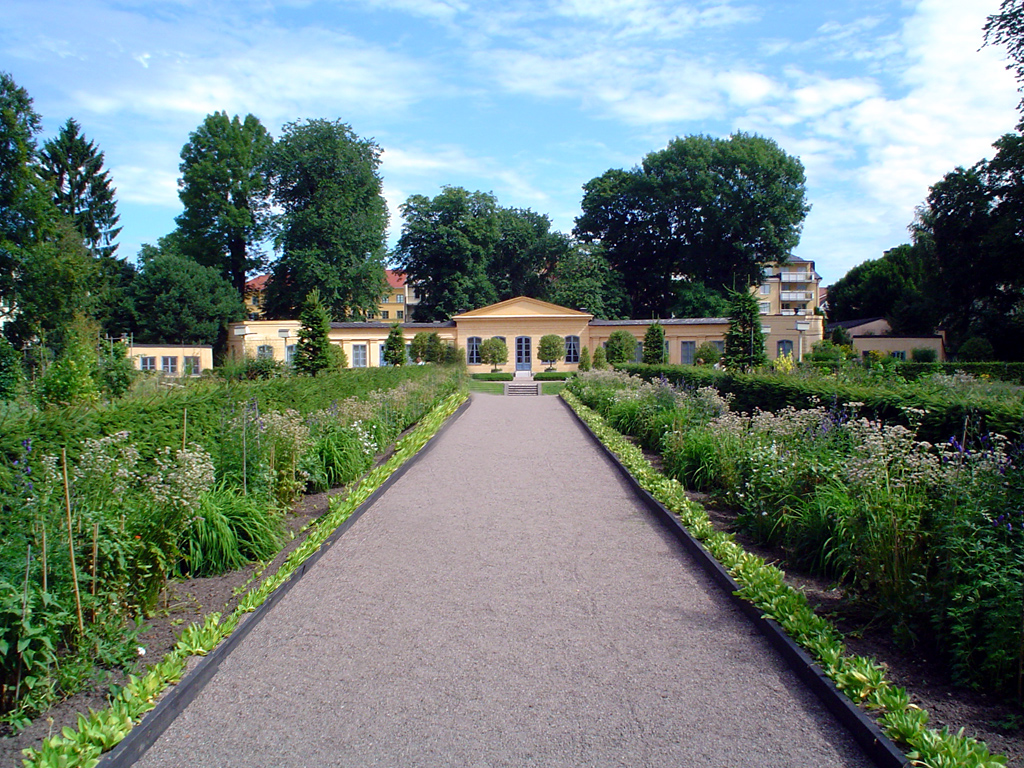
린네 정원

린네는 웁살라가 너무 시끄러우며 건강에 좋은 영향을 주지 못한다고 느껴, 1738년에 두 농장을 샀다. 그 농장의 이름은 함마르비와 사브자이다. 다음 해인 1739년, 그는 옆에 있는 에데비 농장도 샀다. 그는 함마르비에서 가족과 여름을 보냈다. 처음 그곳에는 작은 1층집 밖에 없었지만, 몇 년 뒤인 1762년에는 새롭고 큰 집을 추가하였다. 함마르비에서 린네는 식물을 키울 수 있는 정원을 만들었다. 또 1766년에 그는 함마르비 뒤에 있는 언덕에 박물관을 짓기 시작했다. 그는 그 곳으로 그의 도서관과 식물 컬렉션을 옮겼다. 이는 웁살라의 3분의 1 정도를 파괴하고 그의 주택을 위협한 불 때문이었다.
1735년 《Systema Naturae》가 처음 출간된 후 이 책은 몇 번이나 확장되고 재판되어, 10판이 1758년에 나왔다. 이 판은 동물학적 명명법의 시발점이 되었다.
1757년, 스웨덴의 왕 아돌프 프레드릭은 린네를 귀족으로 인정했고, 1761년에 작위를 받았다. 작위를 받으며 그는 칼 폰 린네(Carl von Linne)라는 이름을 받았는데, 린네는 Linnaeus를 줄이고 프랑스화한 것이다. 독일 타이틀 von은 그의 작위를 상징한다.
작위를 받은 후에도 린네는 가르치는 일과 집필을 계속했다. 그의 명성은 전 세계에 퍼졌고, 다양한 사람들과 교류할 수 있었다. 예를 들어, 캐서린 2세는 그녀의 나라인 러시아에서 얻을 수 있는 씨앗을 보내주었다. 그는 지오바니 안토니오 스코폴리와도 교류했다. 그는 의사이자 식물학자였다. 스코폴리는 그의 모든 연구, 발견과 해석을 서로 나누었다. 린네는 그를 매우 존중했고, 그의 업적에 큰 관심을 보였다. 하지만 린네와 스코폴리는 너무 멀리 있었기 때문에 그들은 한 번도 만나지 못했다.
린네는 1763년에 스웨덴 왕립 과학 한림원에 대한 의무를 벗을 수 있었다. 하지만 그는 이전과 같이 10년 이상을 그 곳에서 일했다. 이후 린네는 건강상의 이유로 웁살라 대학에서 1772년 12월에 사퇴했다.
린네는 그의 말년에 건강상의 문제에 시달렸다. 그가 1764년에 걸린 심각한 병은 로젠의 치료 덕분에 이겨 낼 수 있었다. 1773년에는 좌골 신경통을 앓았고, 그 다음해에는 발작을 일으킨 후에 몸이 부분적으로 마비되었다. 그는 1776년 두 번째 발작을 일으켰고, 오른쪽 몸을 쓰지 못하게 되었으며, 기억을 잃었다. 그는 자신의 글에 감탄했지만, 그 글이 자신이 쓴 글이라는 것을 알지 못했다.
1777년 12월에, 그는 다시 발작을 일으켰고, 몸이 매우 약해졌다. 결국 1778년 1월 10일에 그는 죽음에 이르게 된다. 린네는 함마르비에 묻히기를 원했지만, 1월 22일 웁살라 성당에 안치되었다.
그의 도서관과 수집품은 그의 아내 사라와 아이들에게 남겨졌다. 조셉 뱅크스라는 영국인 식물학자는 그의 수집품을 사고자 했지만, 린네의 아들 칼이 거절하고 수집품을 웁살라로 옮겼다. 하지만, 1783년 칼이 죽고 사라가 수집품을 물려받았다. 그녀는 그것을 조셉 뱅크스에게 팔고자 했지만, 그 때는 이미 뱅크스가 그것들에 흥미를 잃은 이후였다. 대신 그의 지인이 수집품을 사기로 했다. 그는 24세의 의학과 학생인 제임스 에드워드 스미스로, 모든 수집품을 구입했다. 수집품은 총 14000여개의 식물, 3198개의 곤충, 1564개의 갑각류, 3000개의 편지와 1600권의 책으로 이루어졌다. 그리고 5년 후, 스미스는 영국 린네 협회(Linnean Society of London)를 창설했다.
폰 린네라는 이름은 그의 아들 칼이 결혼하지 않음으로써 그의 세대에서 사라졌다. 다른 아들인 요하네스는 3살에 죽었다. 린네의 딸 중 2명은 현재 200명 이상의 린네의 후손을 남겼다.

## 분류학

### 린네 이전의 분류

#### 고대의 분류학
생명의 분류라는 제도는 그리스의 철학자인 아리스토텔레스가 제시한 생각에서 유래되었다. 아리스토텔레스는 존재하는 모든 물질, 또는 생겨난 물질을 형이상학적 방법으로써 첫 번째로 분류하여 발표한 사람이다. 분류학에 대한 아리스토텔레스의 업적은 물질, 종, 속과 같이 현재까지도 사용되는 단어를 제공하였다는 점과, 그의 제도가 린네에 의해 개조되어 보다 일반적인 모습으로 계속될 수 있었다는 것이다.
또한 아리스토텔레스는 이후에 린네가 식물에 대해 했던 것과 마찬가지로 동물들의 생식 방법에에 대한 관찰 등을 포함하여 동물들과 그 분류에 대해 연구하였다. 그러나 아리스토텔레스의 동물에 대한 분류는 현대에 와서 주로 쓸모없는 추가적 정보로 취급되거나, 잊혀지게 되었다.
철학적인 관점에서의 분류는 이렇게 말한다. 첫 번째, 제일실체는 철수, 영희와 같은 존재처럼 개별적으로 존재하는 것이다. 제이실체는 '사람인 철수와 영희'와 같이 제일실체의 일부분에 대한 서술로, 그에 대한 성질이나 특성 같은 것을 말한다. 예를 들어 사람이 피터인 것은 아니지만, 그는 사람에 속하는 것과 마찬가지로, 제이실체라 말할 수 있는 특성은 한낱 개별적인 것이 아니다.
종이란 각각의 생명체에 대한 가장 참된 제이실체라 할 수 있다. 예를 들어 인간은 동물이지만 모든 동물이 인간인 것은 아니다. 또한 속이 종을 포함한다는 것은 자명한 관계로, 아리스토텔레스는 종을 포함하는 무한히 많은 개수의 아리스토텔레스적인 속이 발견될 것이라 예상하였다. 그러나 아리스토텔레스는 린네의 분류체계처럼 종을 문이나 강 등의 더 상위 구조에 포함시키지는 않았다.
제이실체는 같은 속 안에서 특정한 차이점(종차)을 이용하여 하나의 종을 다른 종 과 구분 짓는다. 따라서 사람은 여러 일반적인 항목에서 나타나는 종차들의 합으로 이루어진 것이라 이해할 수 있다. 이러한 종차의 합을 통해 종을 정의 내릴 수 있는데, 예를 들어 사람은 살아 있고, 감각이 있고, 이성적인 실체이다. 여기서 가장 특징적인 정의는 '사람은 이성적인 동물이다'와 같이 종과 그에 따르는 가장 일반적인 속을 포함하고 있다. 그러나 종은 같아도 하나의 개체는 서로 다른 점을 많이 가지고 있을 수 있기에, 이러한 종의 정의는 통일성의 문제를 안고 있다.
서로 다른 여러 속의 집합을 보았을 때, 가장 윗부분은 하나의 실체와, 반드시 실체 안에 존재해야 하는 일반적인 비본질적 성질 아홉 개를 포함한 열 개의 범주로 나뉘어 진다. 실체는 그 자체로 존재할 수 있지만, 양이나 질과 같은 비본질적 성질은 반드시 실체 안에만 존재한다. 고대의 분류에서는 속보다 상위 범주인 'being'은 그에 따르는 문제로 인해 존재하지 않았다. 만일 사람이 이성적인 동물이라면 이성이라는 것은 동물의 특성이 아니라는 것고 마찬가지로 종차란 그 종이 포함되어 있는 속에서는 존재할 수 있는 특성이 아니라는 점에서 발생된 문제는 중세시대에 토마스 아퀴나스가 해결하기 이전까지는 그 누구도 속의 상위단계에 대해 고려할 수 없었다. 상위단계 'being'에 대해 고려하게 되면 그 안에 속해 있는 실체가 being의 일부가 될 수 없게 되는 모순이 발생하게 된 것이었다.
이러한 'being'의 문제점은 스콜라철학자들에서부터 중세시대에 이르기까지 끊임없이 제기되어 왔다. 토마스 아퀴나스가 제시한 해답은, 존재론이라는 새로운 분야를 개척함으로써 존재의 유사성에 대해 말한 것이다. 존재론은 공공적으로 더 나은 부분을 받아들였고, 철학과 실험과학에 선을 그었으며, 그 휴 실험과학은 실용적인 기술의 르네상스에 도달하였다. 고전 학자였던 린네는 다시 이 두 분야의 구분선을 접합하여 계몽주의 시대를 도입하였다.

#### 르네상스의 분류학
스위스의 교수인 콘라드 폰 제스너는 당시까지 알려졌던 분류들을 편찬함으로써 중요한 진전을 이끌어내었다. 그 후 유럽인들의 신대륙 발견은 새로운 식물과 동물이 발견됨에 따라 분류하고 조사해야 할 생물의 증가를 이끌어내었다. 기존의 분류 체제는 가끔 같은 식물과 동물 채집품을 보고서도 서로 다른 명명을 하게 될 정도로 새로 발견된 종들을 연구하고 분류하는 것이 어려웠으며, 분류된 것을 기록으로 남기기도 힘들었기 때문에, 분류의 결과를 찾기 쉽고, 여러 종을 함께 묶어 분류할 수 있는 새로운 분류 체제가 필요하게 되었다.
형태학을 기초로 하여 비슷한 외모를 가진 생물체들을 하나의 범주로 묶는 이명법이 개발되었고, 16세기 후반에서 17세기 초반 사이에는 동물에 대한 조심스러운 연구가 개시되었다. 또한 다양한 해부학적 지식이 발견되오 파브리시어스(Fabricius,1537–1619), 페트러스 세브리너스(Petrus Severinus, 1580–1656), 윌리엄 하비(William Harvey, 1578–1657), 그리고 에드워드 타이손(Edward Tyson, 1649–1708)와 같은 해부의학자들은 이러한 지식을 이용해 살아있는 존재들에 대해 연구하고 자료를 모아 분류함으로써 분류학에 있어 많은 진전을 일으켰다. 또한 마셀로 말피기 (Marcello Malpighi, 1628–1694), 얀 스웨머담(Jan Swammerdam, 1637–1680), 그리고 로버트 후크(Robert Hooke, 1635–1702), 로드 몬보도(Lord Monboddo, 1714–1799)와 같은 곤충학자들과 최초의 미생물학자들 역시 분류에 대한 작업을 진행하였다. 그들의 작업은 종간 관계를 진화의 이론과 연관지어 생각한 초기의 시도였다.

#### 계통학자들
계통학이란 생물 간의 유연관계를 조사하여 계통적인 체계에 따라 생물을 분류하는 학문이다. 계통학자라는 이름은 칼 린네가 그의 저서 《Bibliotheca Botanica》에서 처음 사용한 용어로, 생물의 수집과 관찰뿐만이 아닌, 그것들을 분류하는 것에 관심이 있는 사람들을 뜻한다. 대표적인 계통학자들에는 이탈리아의 철학자, 의사이자 식물학자인 안드레아 캐살피노, 영국의 자연학자 존 레이, 독일의 의사이자 식물학자인 아우구스투스 퀴리너스 리비너스, 프랑스의 의사, 식물학자이자 여행가인 조세프 피톤 드 투르네포트가 있다.
안드레아 캐살피노는 그의 저서 《De plantis libri XVI》에서 식물의 첫 계통학적 분류를 제시했다. 그는 식물의 줄기와 과실의 구조에 따라 식물을 15가지의 “높은 속”으로 분류했다.

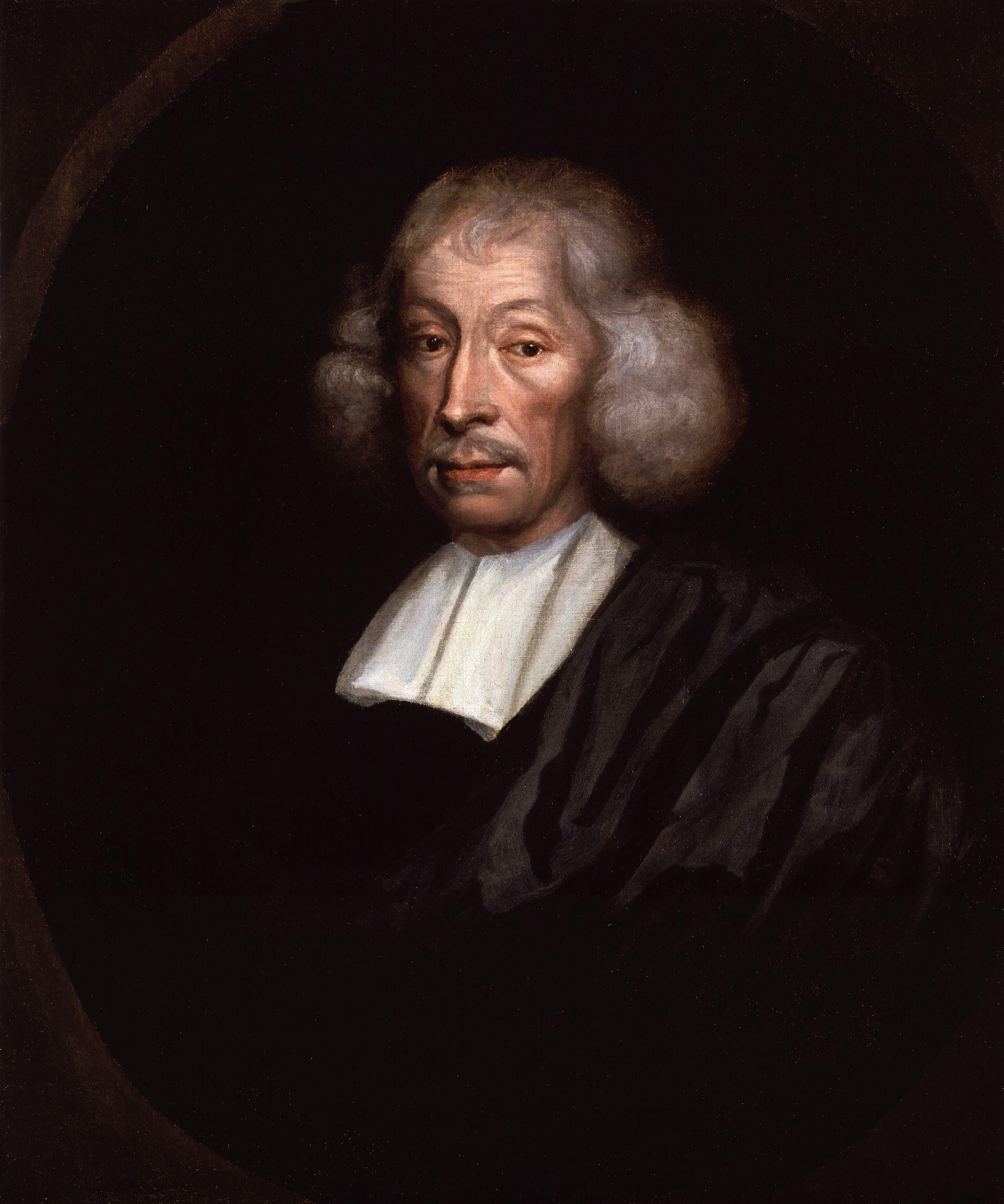
존 레이(1627~1705)

존 레이는 식물, 동물, 자연 신학에 대한 중요한 업적을 남긴 영국의 자연학자였다. 그는 그의 저서 《Historia Plantarum》에서 현대 분류학을 향한 큰 발걸음을 내딛었다. 레이는 2분법적인 과거의 분류 시스템을 버리고 관찰에 의해 발견된 식물의 공통점과 차이점을 바탕으로 식물을 분류했다. 캐살피노와 레이는 분류학적인 위치를 나타내지 않는 기존의 식물명을 그대로 사용했다. (사과와 복숭아는 존 레이의 분류에서 서로 다른 속에 속했지만, 이름은 Malus와 Malus Persica로 그들의 분류학적인 차이를 나타내지 못했다.) 리비너스와 피톤 드 투르네포트는 이에 한 발 더 나가 속을 분류학적 계층에서 특징적인 계층으로 만들어 식물의 속에 따라 이름을 정하는 방법을 사용했다.
아우구스투스 퀴리너스 리비너스는 식물의 꽃에 따라 식물을 분류하며 목이라는 항목을 만들었다. (존 레이와 안드레아 캐살피노의 “높은” 속에 해당) 그는 처음으로 풀과 나무로 식물을 나누는 이전의 방법을 버리고 식물의 과실을 이용해 식물을 분리하고자 했다. 그의 명명법은 조세프 피톤 드 투르네포트의 그것과 비슷했다. 같은 속에 있는 식물의 이름은 같은 단어로 시작하고(속명), 한 가지 이상의 종이 속해있는 속에서 첫 번째 종은 속명만으로 명명되었고, 그 이후의 종들은 종을 구분할 수 있도록 속명 뒤에 추가 단어를 붙여 명명했다. (예시 : 벼의 학명 Oryza sativa Linne)
조세프 피톤 드 투르네포트는 강, 아속, 속, 종으로 이루어진 더욱 복잡한 체계를 사용했다. 그는 처음으로 속명과 추가적인 단어들로 이루어진 종명을 일관성 있게 사용했다. 리비너스와 그의 다른 점은 두 가지 이상의 종이 속해있는 속에서 첫 번째 종만이 아닌 모든 종에 추가적인 단어를 붙여 그들을 명명했다는 것이다.

### 린네 분류학

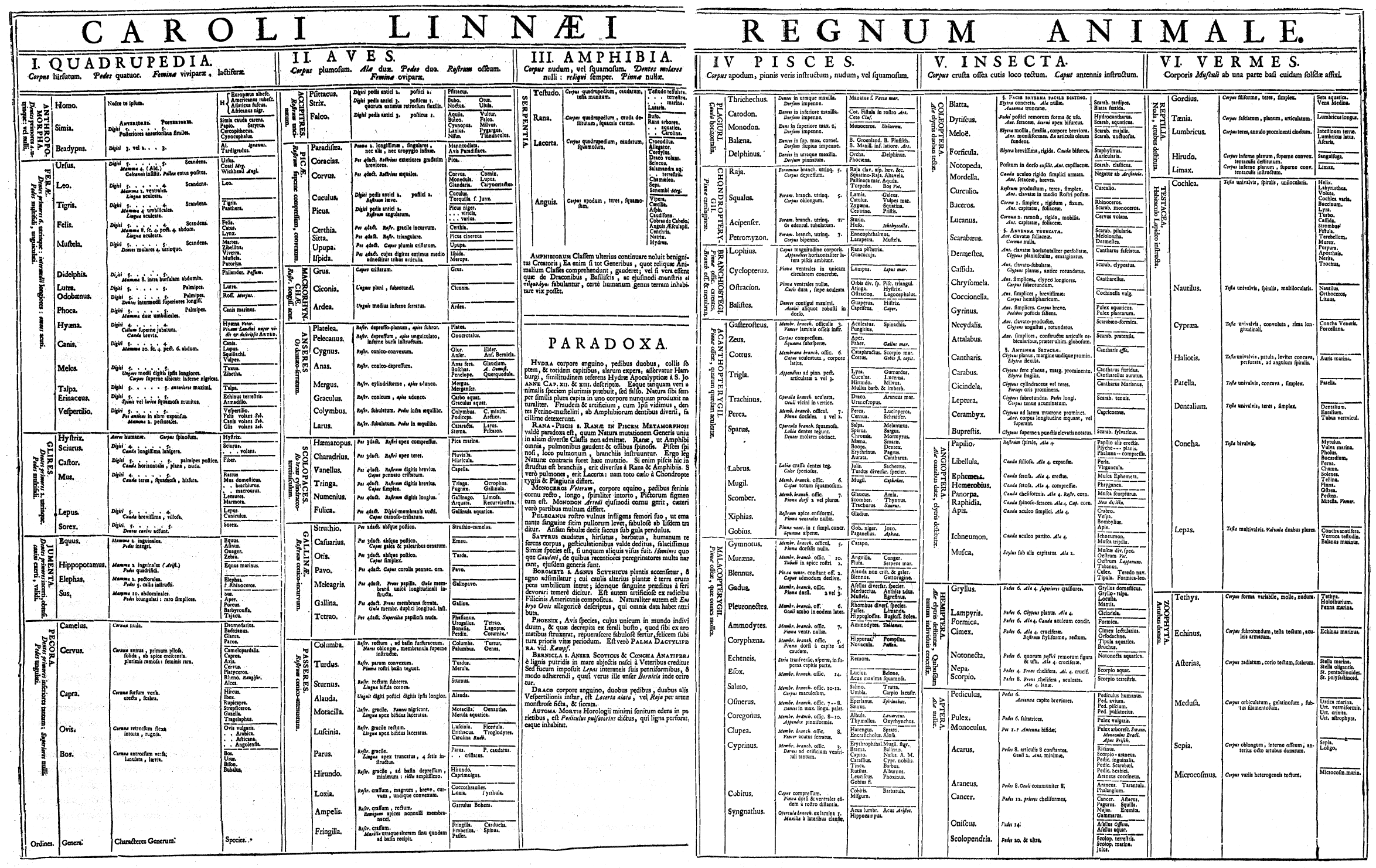
동물계(Regnum Animale)에 대한 표, 출처 : 《Systema Nature》 1판 (1735)

18세기는 자연학에 대한 지식이 팽창하던 시대로 많은 새로운 분야의 과학이 만들어지던 시대였는데, 린네 역시 ‘linnaean taxonomy’라 불리는 새로운 범위의 학문을 만들어내게 되었고, 이는 생물학에서 널리 사용되는 과학적 분류에 대한 학문이다. 린네 이전에도 동식물 분류를 시도한 학자들은 많았지만, 린네는 이전의 연구들을 뛰어넘는 본인과 제자들이 수집한 방대한 양의 수집 자료로써 당시에 알려져 있던 대부분의 동식물을 분류체계에 포함시켰다. 이는 당시 식물학자들에게 유용한 검색표를 제공했고, 분류학이 하나의 학문으로 자리 잡는 데 기여했다.
린네는 이전의 분류 체계를 더 세분화 시켜 동물계, 식물계, 광물계의 세 가지 계와 그에 속한 문, 강, 목, 과, 속, 종, 변종 등의 계급을 새로 도입했다. 린네의 방식은 자연을 3개의 계로 나누는 것으로 시작하여 서로 포함관계를 갖는 집단들로써 구분하는 것이었다. 각각의 계는 서로 다른 강으로, 강은 목으로, 목은 속으로, 속은 종으로 분리되었으며, 린네는 가끔 종에서 더 낮은 단위로의 분류도 가능하다는 것을 알게 되었다. 현대 분류학에서 이는 식물학에서의 품종, 또는 동물학에서의 아종을 의미한다. 현대 분류학에는 린네의 원래 시스템에는 존재하지 않던 ‘과’라는 등급이 목과 속 사이에 새로이 추가되어 있다.
동물계
린네는 분류에 필요한 조직적인 범주를 설정해 약 4000종의 동물을 분류하고 명명했다. 동물계에는 다음과 같은 6가지의 강이 속해 있다.
- 포유류
- 조류
- 파충류
- 어류
- 곤충류
- 연충류

식물계
린네는 최초로 생식 기관을 식물의 분류 기준으로 사용했다. 식물은 꽃의 암술과 수술의 개수와 배치에 따라 24개의 강으로 분류되었다. 각각은 다음과 같다.
- Monoandria : 1개의 수술을 가짐
- Diandria : 2개의 수술을 가짐
- Triandria : 3개의 수술을 가짐
- Tetrandria : 4개의 수술을 가짐
- Pentandria : 5개의 수술을 가짐
- Hexandria : 6개의 수술을 가짐
- Heptandria : 7개의 수술을 가짐
- Octandria : 8개의 수술을 가짐
- Enneandria : 9개의 수술을 가짐
- Decandria : 10개의 수술을 가짐
- Dodecandria : 12개의 수술을 가짐
- Icosandria : 20개 이상의 수술을 가짐
- Polyandria : 많은 수술이 꽃턱에 위치함
- Didynamia : 2개의 짧은 수술과 2개의 긴 수술을 가짐
- Tetradynamia : 2개의 짧은 수술과 4개의 긴 수술을 가짐
- Monadelphia : 수술의 꽃밥이 나뉘어 있지만 수술대가 끝에서 합쳐짐
- Diadelphia : 꽃의 수술이 두 개의 묶음으로 나뉘어 있음
- Polyadelphia : 꽃의 수술이 몇 개의 묶음으로 나뉘어 있음
- Syngenesia : 꽃밥이 가장자리에서 연결된 5개의 수술을 가짐
- Gynandria : 수술과 암술이 합쳐져 있음
- Monoecia : 자웅동체인 식물
- Dioecia : 자웅이체인 식물
- Polygamia 암꽃과 수꽃이 나누어진 식물
- Cryptogamia: 꽃이 없는 식물

광물계
현대 분류학에서 광물은 생물의 범주에 포함시키지 않지만, 린네는 광물도 하나의 계로 보고 분류했다.
- Petræ
- Mineræ
- Fossilia
- Vitamentra

린네의 가장 큰 분류학적 업적은 현대까지 이어져오는 명명법인 이명법을 확립시켰다는 것이다. 린네 이전의 계통학자들 중에서도 속명과 종명을 이용해 종을 명명한 사람이 있었지만, 린네는 최초로 저작에서 일관되게 이명법을 사용함으로써 이를 공식화했다. 이명법이란 라틴어로 속명과 종명을 조합하여 나타내는 명명 방식으로, 속명은 고유 명사, 종명은 보통 명사 또는 형용사를 쓴다. 그 뒤에 명명자의 이름을 붙이고 필요시에 학명이 창시된 연도를 명시하는 경우도 있다. 속명과 종명은 기울임체로쓰고, 저자의 이름과 연도는 정자로 쓰는 것이 원칙이다.
린네는 본인의 분류 체계를 스스로 인위적인 것이라고 표현했다. 생물간의 모든 공통점과 차이점을 고려한 것이 아닌, 인위적으로 설정한 기준에 의한 분류이기 때문이다. 린네의 생물 집단 조직은 간단한 차이점들 또는 공통된 물리적 특성들에 대한 관찰을 기반으로 하여 진행되었다. 이러한 방법으로 생겨난 여러 등급과 집단 중 동물의 상위 단계의 분류집단은 여전히 사용되지만, 몇몇 집단은 그 집단을 정의하고 기반하는 이론과 원칙에 따라 크게는 그 개념 자체의 변경이 있기도 했다. 실제로 식물의 생식기관에 의한 분류는 많은 오류를 낳았고, 이후 크게 수정되었다. 하지만 린네의 분류는 생물들을 지정된 범주 안에 넣기에 쉽고 유용한 체계였다는 것은 부정할 수 없는 사실이며, 린네 분류학이 현대 분류학의 초석이 되었다는 것 또한 자명한 일이다. 비록 린네가 관찰한 특성들 중 많은 것들이 시간이 흐름에 따라 새로운 지식 또는 DNA sequencing과 같은 새로운 실험 방법의 등장과 함께 변화되고 대체되었음에도 불구하고 현재까지도 분류학에서 린네가 사용한 기본적인 이론적 원리가 여저히 남아있는 것은 그가 관찰된 특성을 기반으로 분류학의 계층구조에 대한 아이디어를 확립하였으며 자연의 연관성을 그 아이디어에 반영하였다는 점 때문이다.

## 인류에 대한 시각
독일의 생물학자인 에른스트 헤켈(ernst haeckel)에 의하면 인류의 기원에 대한 질문을 던진 사람은 린네라고 한다. 린네는 사람을 분류학의 범주에 넣은 최초의 사람으로써, 인류의 역사를 다른 식물이나 동물과 같이 묘사함으로써 미래의 자연학 연구에 도움을 주었다.
린네는 사람이 생물학적으로 동물의 일부에 속한다고 믿었으며, 그의 분류 체제에서 사람을 동물에 포함시켰다.

### 안드로포모르파(Anthropomorpha)
《Systema Naturae》 (1748) 6판에 보면 린네는 안드로포모르파를 호모(homo)와 시미아(simia)의 두 가지로 나누어 묘사하고 있다. 린네는 사람을 《Systema Naturae》의 초판에서부터 영장류로 구분하고 있다. 하테캠프(Hartekamp)에서 머무르는 동안 그는 몇몇 원숭이들을 관찰할 기회를 가지게 되어 사람과 그들의 유사점과 차이점을 기록할 수 있었는데, 그를 통해 그는 두 종이 말하는 기관을 제외한 다른 부분에서는 기본적인 해부학적 특징을 동일하게 갖는다는 점에 주목하였다. 다른 차이점을 찾을 수 없었기에 그는 사람과 원숭이 모두를 사람과 유사하다는 의미를 가진 안드로포모르파라는 같은 범주 안에 들어있도록 배치하였다.
이러한 분류는 요한 고스찰 웰러리우스(Johan Gottschalk Wallerius), 야곱 테오드르 클레인(Jacob Theodor Klein), 요한 조지 멜린(Johann Georg Gmelin) 등과 같은 생물학자들의 비판을 받았다.

#### 신학에서 제기된 비판
신학에서 등장한 문제는 더 심각했다. 첫째로, 사람을 원숭이나 고릴라와 같은 수준에 넣는 것은 존재의 대사슬에서 영적으로 높은 위치에 있는 사람을 낮은 수준으로 끌어내리는 것이라는 생각이 있었으며, 둘째로 성경이 말하기를 사람은 신의 형상을 따라 만들어졌기 때문이었다. 만일 원숭이나 고릴라와 사람의 디자인이 크게 구분될 수 있는 성질의 것이 아니라면 성경의 말씀을 따랐을 때, 원숭이와 고릴라들 역시 신의 형상을 따라 만들어진 것이어야 하기 때문이었다. 이것은 많은 측면에서 받아들여 질 수 없었다. 사람을 동물의 한 종류로써 세계를 바라보는 시각에 대한 과학적 이론과 종교 사이의 충돌은 1859년 찰스 다윈의 종의 기원에 의해 창조와 진화 사이의 논쟁이 시작됨으로써 몇 세기가 지난 현재도 뜨거운 냄비 속 물과 같이 진행 중이다.
이러한 비판 이후 린네는 더욱 명확한 설명에 대한 필요성을 느끼게 되었다 《Systema Naturae》의 10판에서는 포유류(mammalia)와 영장류(primates)라는 새로운 단어를 포함하게 되었는데, 이것은 사람을 이명법에 따라 호모 사피엔스(homo sapiens)로 명명하게 하였고 안드로포모르파를 대체하는 역할을 하였다. 새 분류법의 도입으로 린네의 이론에 대한 비판은 줄었지만, 사람이 자연에 속한 것이 아니라 자연의 법칙 바깥에 존재한다고 생각한 많은 자연학자들은 여전히 그가 인간을 이전 위치에서 강등 분류하였다고 생각했다.

### 미지의 생물들
린네는 1735년에 출간한 《Systema Naturae》에서 호모 속에 호모 트로글로다이트(homo troglodytes), 1771년의 3판에서 호모 라(homo lar)라는 새로운 종을 추가하였다. 스웨덴 역사가인 구나 브로버그(gunnar broberg)는 린네가 묘사한 새로운 인류는 사실 신대륙에서 발견된 원주민이나 정착민들로, 외부인을 위협하기 위해 발랐던 진흙 등에서 비롯된 착오라고 말한다. 《Systema Naturae》의 초반 본에는 많이 알려진 전설 속 생물들인 불사조, 용, 맨티 코어 같은 것들이 포함된 포괄적 범주인 파라독사(paradoxa)가 존재한다. 린네는 히드라와 같은 생물들의 정체를 폭로하기 위해 시도했다. 용에 대하여 린네는 그것들이 도마뱀 또는 광선을 보고 창조된 것이 계속하여 전해 내려오는 것이라 생각하였다. 호모 트로글로다이트에 대하여 린네는 스웨덴의 동인도회사에 그것의 존재를 확인해달라는 의뢰를 하였으나, 그들은 결국 그 존재의 흔적을 찾아내지 못하였다. 호모 라의 경우 후에 긴팔원숭이(hylobates lar)로써 재분류되었다.

### 네 종의 인류
《자연의 체계》 초판에서 린네는 사람의 종을 국적과 피부색에 따라 Europæus albus" (white European), "Americanus rubescens" (red American), "Asiaticus fuscus" (brown Asian) and "Africanus niger" (black African)라는 4개의 세부 종으로 세분시켰다. 10판에서 그는 고대부터 내려오는 4개의 기본적인 성질에 따라 각각의 전형적인 특성들을 더욱 자세히 구분하였으며, 사람의 피부색을 노란색으로 바꾸었다. 추가적으로 린네는 야생에 존재한다는 인간이나 몬스터 등 알려지지 않은 그룹들에 대한 분류항목인 몬스트로서스(monstrosus)를 창조하였다.

## 주요 저서

### 《자연의 체계》

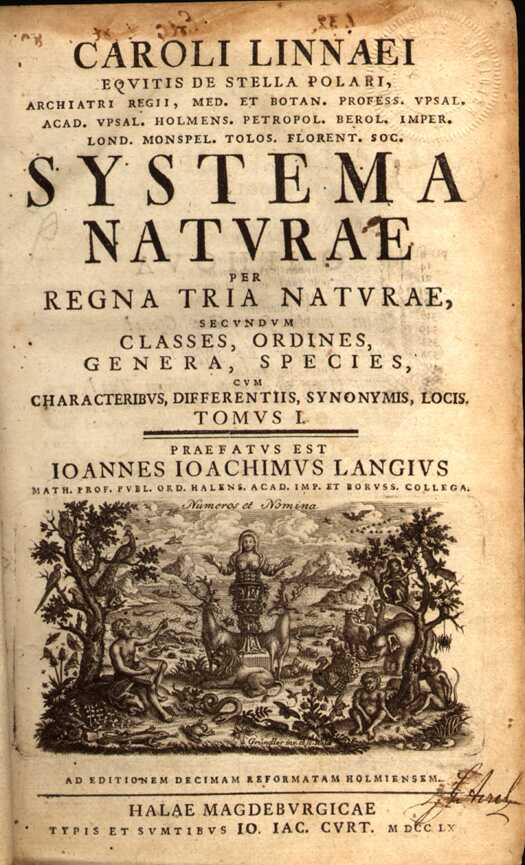
《자연의 체계》

《자연의 체계》 초판은 1735년 네덜란드에서 출판되었다. 이 책은 1758에 10판이 되었는데, 4400여종의 동물과 7700여종의 식물을 포함하고 있었다. 이전에는 Physalis annua ramosissima, ramis angulosis glabris, foliis dentato-serratis와 같은 굉장히 길고 어려운 학명이 사용되었는데, 이러한 학명들이 간결한 이명법을 따른 학명으로 대체되었다. 이명법을 따른 학명은 속명(genus name)과 종명(specific name)의 병렬식으로 나열한 것이다. 이 이명법들은 종을 나타내는 하나의 방식으로 사용될 수 있었다.

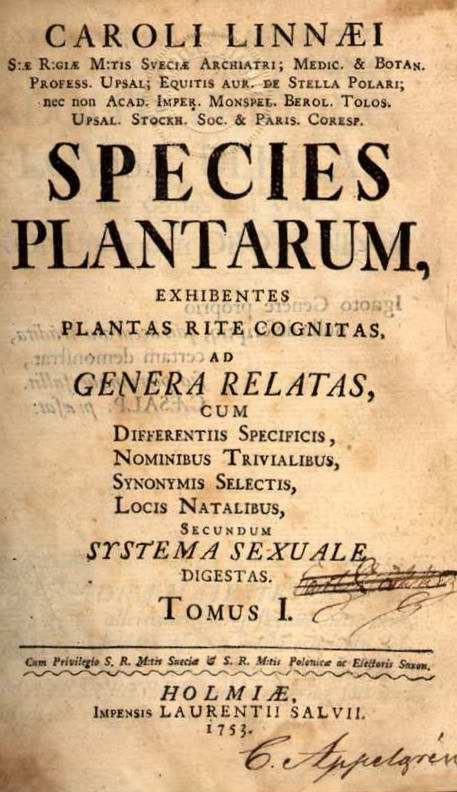
Species Plantarum

### 식물의 종
《식물의 종 (Species Plantarum, exhibentes plantas rite cognitas, ad genera relatas, cum differentiis specificis, nominibus trivialibus, synonymis selectis, locis natalibus, secundum systema sexuale digestas)》은 총 2권으로 1753년에 초판 인쇄가 되었다. 이 책은 국제적으로 현대 식물학 명명법의 시발점으로 받아들여진다. 1권은 5월 24일에 나왔고, 같은 해 8월 16일에 2권이 나왔다. 이 책은 총 2권 1200페이지로 이루어져 있었으며, 7300여 가지가 넘는 종을 담고 있었다. 같은 해에는 왕이 그에게 북극성 훈장을 수여했다. 1754년에 린네는 식물계를 25개의 강으로 분류하였다.

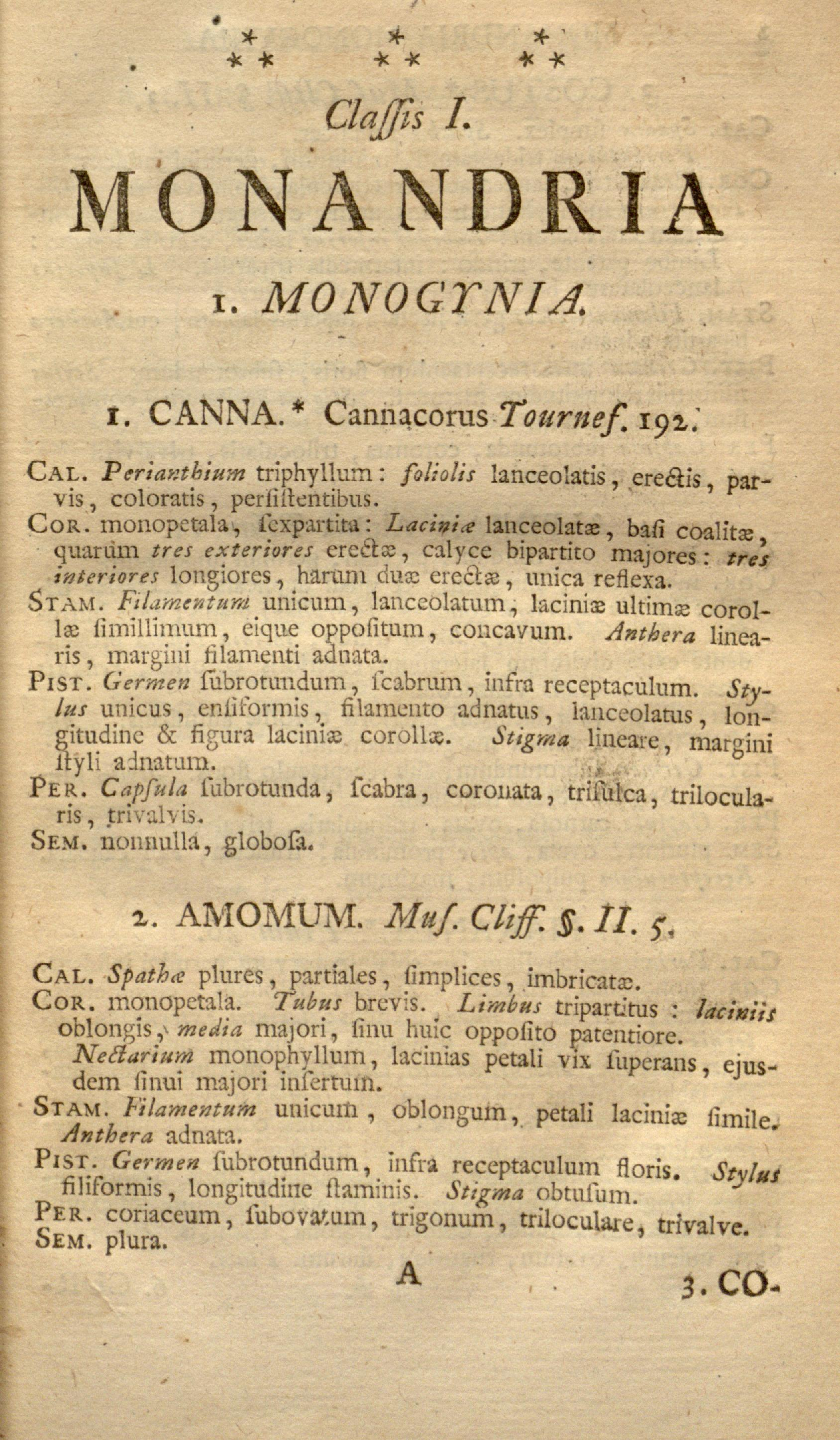
Genera Plantarum

### 식물의 속
《식물의 속》은 1737년에 처음 출판되었다. 이 책은 식물의 분류법 중 속에 해당하는 부분을 기술하고 있다. 10 판의 출판은 린네 혼자 모든 것을 한 것이 아니며, 가장 중요한 것은 1754년의 5판이다.

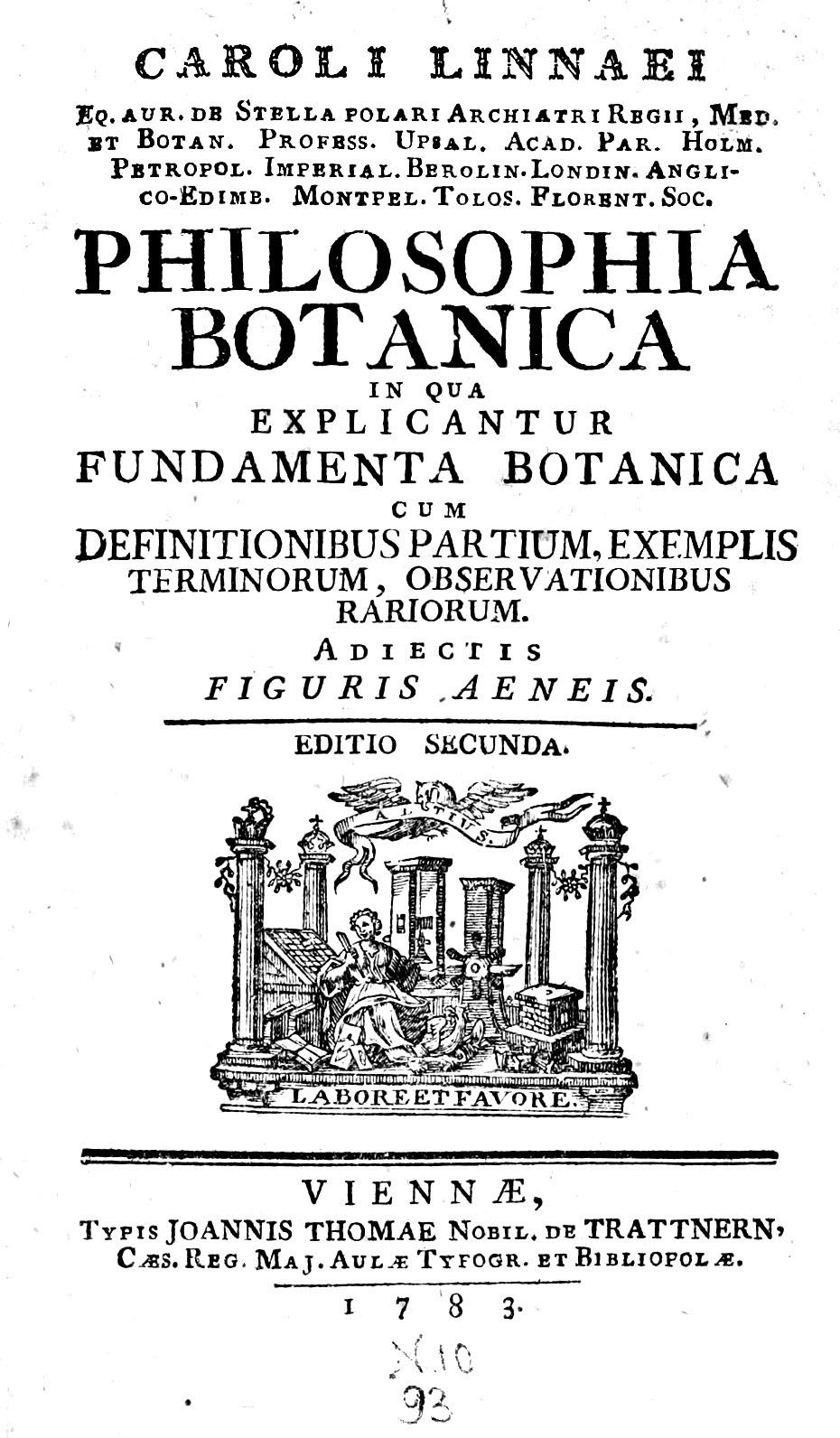
Philosophia Botanica

### 식물 철학
《식물 철학》(1751)은 식물 분류와 명명법에 대한 린네의 생각의 요약이었고 그가 이전에 출판했던 책들을 더 잘 갖추어 낸 책이었다. 이 책은 그가 이전에 사용하던 분류 시스템의 전체 개론을 담고 있었다. 또, 이 책에는 식물 정원을 관리하는 법과 여행에서 저널을 쓰는 것에 대한 정보도 담겨 있었다.

## 린네의 여파

### 린네 분류학의 오류
린네 분류학은 확실히 현대 분류학의 시발점이었지만, 이 분류 체계는 많은 오류를 포함하고 있었다.
먼저, 린네 분류 체계에서 식물계의 Monoecia 강에 속한 Monadelphia 목은 자웅동체이면서(Monoecia) 수술이 수술대에서 합쳐지는(Monadelphia) 식물로 분류되었는데, 침엽수 등과 함께 참꽃을 가진 식물이 포함되는 오류가 있었다. 또, 뚜렷한 생식 기관이 없는 식물인 Cryptogamia 강에는 양치식물, 선태식물, 이끼류를 비롯해 해면동물까지도 포함되어 있었다. 동물계의 6가지 강인 포유류, 조류, 양서류, 어류, 곤충류, 연충류 중 4가지는 분류가 확실했지만, 곤충류와 연충류는 아리스토텔레스의 7가지 분류체계를 통합한 것으로 아리스토텔레스의 분류보다 부정확한 것이었다. 린네는 고래를 어류로 분류해 이후 수정되기도 했다.
린네는 종이 창조되었고 변하지 않는 것이라고 생각했기 때문에 생물의 외형적인 특징에만 의존해 종을 분류하였다. 따라서 린네의 분류는 종간의 계통이나 유연관계가 고려되지 않은 분류였다. 특히 식물의 생식 기관을 기준으로 한 분류에서는 정밀하지 못한 분류가 많이 이루어졌기 때문에 이후에는 생물의 발생 과정에서 나타나는 형태를 기준에 따라 생물을 분류한 존 레이의 분류 체계를 따르게 되었다.

### 린네 이후의 분류학
비록 린네가 구분하기 쉬운 분류를 했다고 하지만, 린네적 분류의 아이디어는 18세기 후반에 접어들어 《종의 기원》이 발간될 시기에 동물계와 식물계를 기반으로 하는 계통수로 바뀌게 되었다. 이래즈머스 다윈이 1796년에 《주노미아》를 출판하고, 장바티스트 라마르크의 《동물철학》이 1809년에 출간되면서 종의 변화라는 아이디어가 나타나게 되었다. 이러한 아이디어는 로버트 챔버의 책에 의해 널리 알려지게 되었다. 다윈의 이론에 의하면, 일반적으로 분류는 '공통조상'의 존재라는 다윈의 이론을 반영하여 나타난 것으로 볼 수 있다는 것이었다. 화석이 발견되고 연구됨에 따라 진화의 나무가 과학적인 작업을 통해 만들어졌다. 조상 생물의 화석이 발견되어 현대적인 집단으로 구성된 첫 번째 예시는 새이다. 새롭게 발견된 화석을 이용하여 토마스 헨리 헉슬리는 새가 리처드 오웬에 의해 1842년에 명명된 집단인 공룡에서 진화되어 나왔다고 말했다. 이러한 생각은 진화학적 분류를 이끌어내게 되었고, 점점 더 많은 화석이 발견됨에 따라 많은 고생물학자들이 동믈의 역사를 알려진 집단끼리 연결시켜가며 이해하기 위한 작업을 수행했다. 1940년대의 현대종합설은 주요 집단의 역사에 대해 이해할 수 있게 되었고, 진화학적 분류는 린네 분류학의 기본적 원리가 되었다. 1960년대에는 계통발생에 따른 명명법이 분기학적 방법에 영향을 받게 되었다. 단원적 분기군과 의사단원적인 분기군, 다원적 분기군의 정의가 이루어졌고, phylocode라 불리는 계통학적 명명법이 공식적으로 정리되었다.
린네가 동물계, 식물계로 나누었던 2계 체제 역시 시간이 흐르며 다양한 과정을 거쳐 바뀌게 되었다. 아래의 표는 그 변화 과정을 나타낸다.
| 린네               | 헤켈                | 채튼                  | 코플랜드            | 휘태커              | 워즈                     | 워즈               | 캐빌리어스미스           | 캐빌리어스미스         |
| 1735년 2계 분류    | 1866년 3계 분류     | 1925년 2계 분류       | 1938년 4계 분류     | 1969년 5계 분류     | 1977년 6계 분류          | 1990년 3역 분류    | 1993년 8계 분류          | 1998년 6계 분류        |
| ------------------ | ------------------- | --------------------- | ------------------- | ------------------- | ------------------------ | ------------------ | ------------------------ | ---------------------- |
| (다루지 않음)      | 원생생물 (Protista) | 원핵생물 (Prokaryota) | 모네라 (Monera)     | 모네라 (Monera)     | 진정세균 (Eubacteria)    | 세균 (Bacteria)    | 진정세균 (Eubacteria)    | 세균 (bacteria)        |
| (다루지 않음)      | 원생생물 (Protista) | 원핵생물 (Prokaryota) | 모네라 (Monera)     | 모네라 (Monera)     | 고세균 (Archaeabacteria) | 고세균 (Archaea)   | 고세균 (Archaeabacteria) | 세균 (bacteria)        |
| (다루지 않음)      | 원생생물 (Protista) | 진핵생물 (Eukaryota)  | 원생생물 (Protista) | 원생생물 (Protista) | 원생생물 (Protista)      | 진핵생물 (Eukarya) | 고동물 (Archezoa)        | 원생동물 (Protozoa)    |
| (다루지 않음)      | 원생생물 (Protista) | 진핵생물 (Eukaryota)  | 원생생물 (Protista) | 원생생물 (Protista) | 원생생물 (Protista)      | 진핵생물 (Eukarya) | 원생동물 (Protozoa)      | 원생동물 (Protozoa)    |
| (다루지 않음)      | 원생생물 (Protista) | 진핵생물 (Eukaryota)  | 원생생물 (Protista) | 원생생물 (Protista) | 원생생물 (Protista)      | 진핵생물 (Eukarya) | 유색조식물 (Chromista)   | 유색조식물 (Chromista) |
| 식물 (Vegetabilia) | 식물 (Plantae)      | 진핵생물 (Eukaryota)  | 식물 (Plantae)      | 식물 (Plantae)      | 식물 (Plantae)           | 진핵생물 (Eukarya) | 식물 (Plantae)           | 식물 (Plantae)         |
| 식물 (Vegetabilia) | 식물 (Plantae)      | 진핵생물 (Eukaryota)  | 식물 (Plantae)      | 균류 (Fungi)        | 균류 (Fungi)             | 진핵생물 (Eukarya) | 균류 (Fungi)             | 균류 (Fungi)           |
| 동물 (Animalia)    | 동물 (Animalia)     | 진핵생물 (Eukaryota)  | 동물 (Animalia)     | 동물 (Animalia)     | 동물 (Animalia)          | 진핵생물 (Eukarya) | 동물 (Animalia)          | 동물 (Animalia)        |

### 린네와 생태학
생태학의 발전에서 린네의 중요성은 매우 크다. 린네는 신과 자연, 물질과 영혼에 대해 신이 자연을 개개의 유기체를 형성하고 그 사이의 관계를 조절했으며 이러한 질서와 목적은 식물, 동물과 같은 모든 자연의 기능과 모양을 뒷받침하는 '자연의 경제성'을 나타낸다는 관점을 가졌다. 이러한 관점은 신과 자연에 대한 전통적인 관점에 입각한 것이었으며, 따라서 린네의 초기 생태학에서는 기독교, 플라톤, 스통다철학의 전통을 띠는 색을 모두 찾아볼 수 있다. 자연에 대한 린네의 철학에서 가장 눈에 띠는 부분 중 하나인 물질신학은 교회를 그 뿌리에 두고 있다. 그것은 지연학에 다양한 영감을 불어넣었다.
린네의 초기 생태학은 근본적으로 그의 종교적 관념과 관련되었다. 그의 자연철학과 물질신학에서 가장 눈에 띄는 요소는 유용한 개념과 자연의 연구에 중요한 점을 모두 제공하였다. 린네의 초기 생태학적 연구는 경험적 관찰과 자연 철학의 원칙을 바탕으로 하여 동물과 식물이 모든 자연과 상호작용하는 방법에 대한 이론을 수립하기 위한 노력으로 이어졌다.
자연의 경제성이라는 개념은 17세기에 처음 사용된 것이며 신의 창조를 통한 자연의 지배 방법임을 반영한 것이었다. 린네는 이 개념에 풍부한 의미를 부여하여 자연철학의 중요한 개념 개발을 일으키기도 하였으며, 물질신학을 통해 창조를 통한 신의 정의라는 생각을 조직화시켰다.린네가 주장한 '자연의 경제성' 개념은 자연이 '자가 갱신' 과 '자가 정화'라는 개념을 포함하여, 그 자연이 죽은 생물과 같은 폐기물이 과다한 경향성 속에서 지속적으로 스스로를 갱신하며 자연적으로 순환하는 과정과 지구의 건강을 유지시키는 관계를 지속하고 있다고 하였다. 1747년 그는 여행에서 '동물이 죽을 때 그들이 뿌리를 덮어 흡수되어 식물이 발생하고, 그것이 동물에 의해 흡수되어 다시 동물의 일부가 되는' 자연의 사이클을 찾을 수 있었다고 말했다. 린네는 다른 동식물에 의한 일부 동물의 피해 역시 개별 종이 아닌 전체적인 생명에 대해 좋은 영향을 미치게 된다고 주장하였다. 너무 빠른 번식에 의한 특정 종의 기초적인 파괴를 막을 수 있다는 것이다.
린네의 개념과 생각 중 일부는 19세기에 세속적인 방향으로 기발되었으며, 린네의 초기 생태학에서는 현대적 생태 용어의 개념을 포함하는 전구체적 언어를 찾을 수 있다. 그러나 이러한 유사성에도 불구하고 현대적 생태학은 자연의 연결에 대하여 완전히 다른 이해를 제시하고 있다. 우리의 사고가 우리의 강조와 선택에 의해 쉽게 좌우됨에 반해 린네적 유추 방법은 주로 경험적 관찰에 기초하는 증거들로 구성되어 있었다. 린네의 자연철학은 주로 '추측에 근거한'. '더 이상 쓸모 없는', '환상에 입각한' 과 같은 단어로 특징지어지곤 한다. 린네는 한 명의 물질 신학자로써 그는 전통을 심화시켜 물질신학이 더 복잡하게, 환경적 요인을 수용할 수 있도록 발전하도록 하였다. 그 후 린네는 자연에서의 신의 작업이라는 관점을 유지하였으며, 환경의 영향은 단지 자연에서의 신의 존재성에 대한 더 넒은 예시이며, 창조를 위한 신성한 계획에 대한 증거라 생각하였다.
또한 린네는 유추를 이용하여 자연의 연결을 설명하였는데, 자연에 존재하는 서로 다른 모든 레벨에 대하여 상호 유사성이 존재한다는 것이었다. 이러한 아이디어는 현대 생물학의 생태와 진화에 연결될 수 있다.

#### 자연학과 생물학 그리고 생태학
19세기 초반에 생물에 대한 연구를 나타내기 위한 용어인 '생물'이 라마르크오 힐레어에 의해 제안되었다. 생물은 시스템 및 종 설명에 초점이 맞추어진 자연학과 대조적으로 자연의 일반적인 법칙과 생명체의 기본 원리를 찾기를 시도하였다.에른스트 헤켈은 '생태학'라는 용어를 제안하여 '생태학을 통해 우리는 동물의 경제성과 절약성을 이해할 수 있다' 고 정의하였으며, 이는 생태학이 존재하는 모든 생물과 그 주변 환경, 생태계를 구성하는 생물들 간의 복잡한 상호 관계, 즉 직접 또는 간접적으로 접촉함으로써 만들어지는 다양한 관계를 포함함을 의미했다. 이는 '생태'라는 것이 '자연의 경제성'또는 다윈이 주장한 '존재를 위한 투쟁'과 같은 것을 의미함을 말하며, 다윈과 린네의 초기 생태학에 대한 관계에 대한 질문을 던지게 된다.

#### 린네와 진화 생물학
다윈의 주장은 크게 자연선택과 상속이라는 두 가지 이론의 조합으로 요약된다. 자연선택은 더 많은 생물이 특정지역에서 생존할 수 있는 것보다 많이 태어났을 때 발생하는 프로세스로, 생존을 위한 투쟁으로 연결됨을 의미하며, 모든 생물이 달라질 수 있어 이러한 변화 중 일부가 더 나은 적응의 형태로 상속된다는 것이다. 다윈에 의하면 이러한 이론 역시 진화에 필요한 조건이지만 새로운 종의 생성이 선택에 의해서만 일어나는 것이 아니었다. 따라서 선택과 진화와 관련된 모든 자연적 배경에 대한 공부가 필요했으며, 이는 다윈으로 하여금 생태학적, 자연철학적 측면에 관심갖게 하였다.
따라서 다윈은 다양한 출처를 통해 초기 생태학적 자료와 시각을 얻을 수 있었다. 그는 새와 곤충이 자연에서 사는 방법에 대한 초기 관찰은 길버트 화이트의 책에서 영향을 받았다. 린네의 전통에서 영감을 받은 화이트는 린네의 제자이자 그 당시 유명한 동물학자인 다니엘 솔랜더, 토마스 페넌트와 함께 지질학자 찰스 라이엘의 아이디어를 더욱 발전시키기도 하였다. 라이엘은 린네의 초기 생태학에 대한 아이디어와 가치를 가장 잘 파악하고 이해한 사람으로써 그의 개인적 업적에서 자연의 경제성에 대한 아이디어를 제대로 사용하였다고 평가받았다.
다윈은 1840년대에 린네의 책을 읽으며 린네의 아이디어와 맞닥뜨리게 되었으며, 그 시기 그의 출간물과 편지에서는 '자연의 절약' 또는 '자연의 정치'와 같은 표현을 점점 더 일반적으로 찾아볼 수 있다. 또한 다윈의 생각 중 다양한 생물종이 적절한 장소를 갖고 있다는 생각 역시 린네의 생각에 대응하는 것이었다.
역사학자들은 다윈이 '존재를 위한 투쟁'과 같은 그의 아이디어를 경제학자 멜서스의 '인구 압력'에 대한 이론에서부터 얻어왔다고 주장하였으나, 멜서스 이전에 이미 비슷한 아이디어가 라이엘 또는 윌리엄 패일리의 물질신학적 출간물에서 '모두에 대한 모든 사람의 전쟁' 과 같은 표현이 발현된다는 것으로 보아 린네의 저서와 아이디어가 그들과 다윈에게 자연을 바라보는 시각에 대한 영감을 제공했을 수 있다.

#### 초기 생태학의 발전
린네가 제안한 자연의 경제성이라는 개념은 스웨덴에서 린네의 제자들에 의해 매우 제한된 범위로 전달되었다. 린네의 아이디어는 종의 우성성, 시스템, 그리고 스웨덴의 동식물에 대한 포괄적 연관성 지도에 영향을 미치게 되었다. 린네는 다양한 규칙을 마련하고 그 규칙에 입각하여 자연이 어떻게 시스템화되어 있을 수 있는지를 보였다. 린네 학문을 따르는 자들의 1세대와 2세대 모두 동식물을 차트로 정리하고 생물 간의 보다 일반적 연관성을 찾아 자연의 법칙을 찾으려 하였다. 린네의 초기 생태학적 아이디어는 잉글랜드에서 정교히 발전했지만 린네의 제자인 칼과 오드먼에 의해 스웨덴에서도 연구의 수행이 이루어졌다.
칼은 자연에 대한 인간의 영향에 관한 여러 가지 초기생태학적 관찰을 진행하여, 인디언의 생활과 개척자의 등장에 의한 자연의 변화를 설명하고 관찰하였다. 오드만은 열도의 새 전문가로서 초기 조류 생태 연구에 대한 예가 될 수 있는 다양한 연구를 진행하였다. 그는 린네의 정신에 입각하여 자연의 상황을 묘사하였으나, 이론 수준에서는 새롭게 기여하지 않았다.

### 린네를 기념하는 것들
매년 린네의 생일이 기념되며, 특히 100년마다 린네의 생일은 크게 축하된다. 린네는 수많은 종류의 스웨덴 우표와 지폐에 등장하였으며, 전 세계 국가에 린네의 조각상이 무수히 많이 존재한다. 런던에서 열리는 린네 학회는 식물학이나 동물학에서 나온 좋은 결과에 대해 1888년부터 린네 메달을 수여한다. Växjö 대학과 칼 마르 대학은 스웨덴의 의회의 승인을 받아 2010년 1월 1일에 병합 후. Linnaeus 대학이 되었다. 린네의 이름을 딴 다른 것들에는 twinflower 속 Linnaea, 지구 달에 분화구 중 하나인 Linné 및 코발트 황화물의 미네랄 Linnaeite을 포함된다.

## 참고 문헌
- 이 문서에는 다음커뮤니케이션(현 카카오)에서 GFDL 또는 CC-SA 라이선스로 배포한 글로벌 세계대백과사전의 내용을 기초로 작성된 글이 포함되어 있습니다.
- University of California Museum of Paleontology (UCMP) 웹사이트. http://www.ucmp.berkeley.edu/history/linnaeus.html
- 국가자연사연구종합정보시스템, 동물 분류. http://www.naris.go.kr/v2/worddic/dic_detail.jsp?dis_id=130
- 브리태니카 백과사전 (한국어), 분류학의 역사적 배경. http://preview.britannica.co.kr/bol/topic.asp?article_id=b10b1523b001%5B깨진+링크()%5D+과거+내용+찾기%5D)%5D
- Linne on line. http://www.linnaeus.uu.se/online/index-en.html